# Озкая, Наджи
Махмуд Наджи Озкая (тур. Mahmut Naci Özkaya; 1 июля 1922, Трабзон — 7 марта 2007, Стамбул) — турецкий футболист и футбольный тренер, играл на позиции защитника. Участник летних Олимпийских игр 1948 года.

## Биография

### Клубная карьера
Начал профессиональную карьеру в клубе «Анкарагюджю». В 1945 году перешёл в клуб «Анкара Демирспор», в составе которого отыграл два сезона. В 1947 году стал игроком клуба «Галатасарай», став частью команды вместе с Гюндюзом Кылычем, Бюлентом и Рехой Экенами. В составе «львов» Озкая отыграл семь сезонов и завоевал чемпионский титул, выиграв Стамбульскую лигу. В 1954 году в возрасте 31 года завершил игровую карьеру.

### Карьера в сборной
Дебютировал за сборную Турции 23 апреля 1948 года в матче против сборной Греции — Турция выиграла ту встречу со счётом 3:1.
В составе сборной Турции принимал участие на олимпийском футбольном турнире 1948 года, где сыграл в матче 1/4 финала со сборной Югославии — Турция проиграла тот матч со счётом 1:3. Всего за сборную Турции сыграл 16 матчей и не забил ни одного гола.

### Тренерская карьера
Озкая работал главным тренером нескольких турецких клубов, среди которых были «Бейкоз», «Ферикёй», «Манисаспор», «Болуспор», «Гиресунспор» и «Сивасспор». Он также в разные периоды работал в «Галатасарае», как генеральный менеджер и как его помощник.

### Смерть
Скончался 7 марта 2007 года в Стамбуле в возрасте 84 лет.

## Достижения
«Галатасарай»
- Чемпион Стамбульской лиги (1): 1948/49